# أحمد موسى (مترجم)
أحمد موسى أستاذ اللغة الفارسية وآدابها والأدب المقارن.

## حياته ونشأته
درس اللغة الفارسية وآدابها والأدب المقارن بجامعة شعيب الدكالي بالجديدة، ومترجم من اللغة الفارسية إلى العربية وبالعكس. صدرت له العديد من الترجمات عن اللغة الفارسية، فضلاً عن كتب تهم اللغة الفارسية، من بينها (الدروس الأساسية في اللغة الفارسية، الصادر عن باب الحكمة للنشر والتوزيع، 2016 بالمغرب).

## أعماله

### ترجمته
| الاسم                                                   | دار النشر             | تاريخ النشر | عدد الصفحات | ردمك ISBN                   | المصدر      |
| ------------------------------------------------------- | --------------------- | ----------- | ----------- | --------------------------- | ----------- |
| امرأة من طهران                                          | منشورات الربيع        | 2020        | 219         | (ردمك 13 978-977-6765-14-7) | [ 2 ] [ 3 ] |
| جشمهايش                                                 | منشورات الربيع        | 2020        | 211         | (ردمك 13 9789776765078)     | [ 4 ]       |
| علم النفس التطوري: دليل مصور يحكي قصة تطور العقل البشري | المركز القومي للترجمة | 2016        | 215         | (ردمك 13: 9789779205854)    | [ 5 ]       |
| سيمفونية الموتى                                         | منشورات المتوسط       | 2018        | 348         | (ردمك 9788885771376)        | [ 6 ]       |

### مؤلفاته
| الاسم                                                                   | دار النشر                   | تاريخ النشر | عدد الصفحات | ردمك ISBN               | المصدر               |
| ----------------------------------------------------------------------- | --------------------------- | ----------- | ----------- | ----------------------- | -------------------- |
| المخ واللغة واليد السائدة "الأسس النفسية العصبية لمعالجة اللغة في المخ" | إيتراك للنشر والتوزيع       | 2017        | 336         | (ردمك 9789773833388)    | [ 7 ] [ 8 ]          |
| مدخل إلى علم النفس الفيزيولوجي                                          | إيتراك للنشر والتوزيع       | 2016        | 292         | (ردمك 9789773833091)    | [ 9 ] [ 10 ]         |
| النحل وتاجر الأسمنت                                                     | دار صرح للنشر والتوزيع      | 2011        | 32          | (ردمك 978977382350)     | [ 11 ] [ 12 ]        |
| شاعر الكوخ "محمود حسن إسماعيل"                                          | دار صرح للنشر والتوزيع      | 2010        | 304         | (ردمك 9789776382060)    | [ 13 ] [ 14 ]        |
| مدخل إلى اللغة الفارسية، مباحث في اللغات الإيرانية وتاريخها             | دار الأمل للنشر والتوزيع    | 2018        | 192         | (ردمك 9789920966405)    | [ 15 ]               |
| الدروس الأساسية في اللغة الفارسية                                       | منشورات باب الحكمة          | 2016        | 227         | (ردمك 13 9789953713977) | [ 16 ]               |
| فرض سادس                                                                | دار تشكيل للنشر والتوزيع    | 2017        | 237         |                         | [ 17 ] [ 18 ] [ 19 ] |
| مواقف البحر اللانفري                                                    | دار البستاني للنشر والتوزيع | 2005        | 88          |                         | [ 20 ] [ 21 ]        |
| كيف تتخلص من الخوف والقلق                                               | دار الأمل للنشر والتوزيع    | 2000        |             |                         | [ 22 ]               |
| أسئلة حائرة                                                             | دار الأمل للنشر والتوزيع    | 2000        |             |                         | [ 23 ]               |
| ربيع كتامندو الأزرق                                                     | منشورات الربيع              | 2019        | 220         |                         | [ 24 ]               |
| همهمات قلم - قصائد الوجع                                                | دار الأمل للنشر والتوزيع    | 2014        | 32          |                         | [ 25 ]               |
| فلاشات أحمد وصفية                                                       | منشورات الربيع              | 2014        |             |                         | [ 26 ]               |
| ليه؟                                                                    | ليان للنشر والتوزيع         | 2016        |             |                         | [ 27 ]               |
| القصر                                                                   | دار ليلى                    | 2010        | 284         |                         | [ 28 ]               |

## اقتباسات
„قد يكون العشق في ذات الإنسان نفسه. أعتقد أن العشق بمثابة جواز عبور يتيح لنا أن نتردد على أي مكان في الدنيا أو نعيش فيه.”.